# Empis calcarata
Empis calcarata är en tvåvingeart som beskrevs av Mario Bezzi 1899. Empis calcarata ingår i släktet Empis och familjen dansflugor. Inga underarter finns listade i Catalogue of Life.